# Orde van het Vrijheidskruis (Finland)
De Orde van het Vrijheidskruis  (Fins: Vapaudenristin ritarikunta) is een op 4 maart 1918 door de Finse regent Carl Gustaf Mannerheim ingestelde ridderorde. Het motto van de orde is "Isänmaan puolesta" (Fins: "Voor het vaderland"). De orde heeft een groot aantal rangen en wordt verleend voor civiele of militaire verdienste voor de verdediging van Finland. De orde wordt ook "met zwaarden" verleend voor dapperheid aan het front.
De oorsprong van de orde ligt in het in 1918 door Mannerheim gestichte Vrijheidskruis. In 1939 overviel de Sovjet-Unie het kleine Finland en op 8 december van dat jaar werd de onderscheiding opnieuw ingesteld. Op 16 december 1940 werd de onderscheiding formeel een ridderorde. Op 15 april 1918 werden de eerste, door Akseli Gallen-Kallela ontworpen onderscheidingen toegekend. Het naar onafhankelijk strevende Grootvorstendom Finland verleende op 30 juni 1918 een onderscheiding in deze orde aan de Duitse keizer Wilhelm II.
De orde is onderverdeeld in een Militaire en een Civiele Divisie. Daarnaast zijn er het Mannerheimkruis, de vrijheidsmedaille, de medaille van Verdienste van het Vrijheidskruis, de kruizen met het Rode Kruis en het "rouwkruis". De linten in oorlog- en vredestijd zijn verschillend. De orde kent zodoende al met al 41 verschillende decoraties.
De twee zwaarden aan de zijden van de krans zijn symbolen van "de eeuwige strijd tussen Oost en West". Het kromzwaard symboliseert Azië en daarmee Finlands voormalige overheerser Rusland dat het land in 1939 aanviel.
Het buurland Estland stichtte in 1919 eveneens een Orde van het Vrijheidskruis.

## De rangen in de Orde van het Vrijheidskruis
- De Opperbevelhebber van de Finse strijdkrachten, is de Grootmeester van de orde.

### Militaire divisie (met de zwaarden)
- Grootkruis met briljanten
- Grootkruis met eikenbladeren
- Grootkruis

Het Grootkruis van het Vrijheidskruis werd 26 maal verleend. In de meeste gevallen betrof het de politieke en militaire leiding van Finland en Finlands bondgenoot nazi-Duitsland. Het grootkruis werd verleend aan maarschalk Mannerheim, dertien Finnen waarvan zes opperbevelhebbers na de Tweede Wereldoorlog en de naoorlogse president Paasikivi. Onder de Grootkruisen tellen wij elf Duitser waaronder Wilhelm II en zijn broer Heinrich, von Hindenburg en Ludendorff. In de Tweede Wereldoorlog volgden Göring, Keitel, Raeder, Himmler, von Brauchitsch, Dönitz en Generaal Eduard Dietl. Ook de Roemeense maarschalk Antonescu ontving een grootkruis.
- Eerste Klasse met ster en eikenbladeren
- Eerste Klasse met ster

Deze Eerste Klasse, men zou van Grootofficieren kunnen spreken, droeg een wit kruis met gouden hakenkruis als kleinood van de Orde van het Vrijheidskruis aan een lint om de hals en een zilveren ster die gelijk is aan de ster van de Grootkruisen. De graad was voor luitenants-generaal en nog hogere militairen bedoeld.

Er werden 22 kruizen met zwaarden en eikenloof, 63 kruizen met zwaarden en 12 civiele uitvoeringen toegekend.
- Eerste Klasse met eikenbladeren
- Eerste Klasse

In het Fins wordt deze graad "Vapaudenristi" genoemd. Deze aan een lint om de hals te dragen, met een gouden hakenkruis op witte achtergrond versierde decoratie, men zou kunnen spreken van een commandeurskruis, werd aan officieren met de rang van kolonel en hoger verleend. Men telde sinds 1918 67 verleningen met eikenloof en zwaarden, 372 verleningen met zwaarden en 102 civiele verleningen aan het gele lint. De decoratie werd nooit met het rode kruis op het medaillon toegekend.
- Tweede Klasse met eikenbladeren
- Tweede Klasse met het Rode Kruis insigne aan het lint van de Militaire Divisie (zonder zwaarden)
- Tweede Klasse

Deze aan een lint met strik op de linkerborst te dragen, met een gouden hakenkruis op witte achtergrond versierde decoratie, men zou kunnen spreken van een officierskruis, werd aan officieren met de rang van kapitein en hoger verleend. Men telde sinds 1918 210 verleningen met eikenloof en zwaarden, 1631 verleningen met zwaarden en 255 civiele verleningen aan het gele lint. De decoratie werd tweemaal met het rode kruis op het medaillon toegekend.
- Derde Klasse met het Rode Kruis insigne aan het lint van de Militaire Divisie (zonder zwaarden)
- Derde Klasse met het Rode Kruis insigne aan het lint van de Vredesklasse
- Derde Klasse

Deze aan een lint met strik op de linkerborst te dragen, met een gouden hakenkruis op zwarte achtergrond versierde decoratie, men zou kunnen spreken van een ridderkruis, werd aan officieren, onderofficieren en manschappen verleend. Wanneer een soldaat of onderofficier dit kruis draagt spreekt men in Finland van een bijzondere onderscheiding.
Anders dan bij de hogere graden het geval is is er geen medaillon met een geëmailleerde witte roos. De derde en vierde klasse in de Orde van het Vrijheidskruis dragen een gouden respectievelijk een zilver roos op hun kruis. Men telde sinds 1918 1394 verleningen met eikenloof en zwaarden, 11.231 verleningen met zwaarden en 674 civiele verleningen met een blauw met gouden kruis aan het rode lint. Er zijn ook civiele, blauw met gouden kruizen zonder rozet aan het rode oorlogslint toegekend. De decoratie werd 390 maal met het rode kruis op het medaillon toegekend.
- Vierde Klasse met het Rode Kruis-insigne aan het lint van de Militaire Divisie (zonder zwaarden)
- Vierde Klasse met het Rode Kruis-insigne aan het lint van de Vredesklasse
- Vierde Klasse

Deze aan een lint met strik op de linkerborst te dragen, met een zilveren hakenkruis op zwarte achtergrond versierde decoratie, men zou kunnen spreken van een ridderkruis tweede klasse, werd aan manschappen en onderofficieren maar ook wel aan officieren verleend.
Anders dan bij de hogere graden het geval is is er geen medaillon met een geëmailleerde witte roos. De derde en vierde klasse in de Orde van het Vrijheidskruis dragen een gouden respectievelijk een zilver roos op hun kruis. De onderscheiding geldt als een hoge decoratie wanneer deze aan manschappen en onderofficieren werd toegekend.
Men telde sinds 1918 8379 verleningen met eikenloof en zwaarden, 71.373 verleningen met zwaarden en 1921 civiele verleningen met een blauw met zilveren kruis dat aan burgers werd toegekend. De decoratie werd 1336 maal met het rode kruis op het medaillon toegekend.
Civiele divisie
- Grootkruis met briljanten
- Grootkruis

Het grootkruis werd 10 maal verleend. In de meeste gevallen betrof het de politieke leiding van Finlands bondgenoot Nazi-Duitsland.
- Eerste Klasse met ster
- Eerste Klasse
- Tweede Klasse
- Derde Klasse met het Rode Kruis insigne aan het lint van de Militaire Divisie
- Derde Klasse met het Rode Kruis insigne aan het lint van de Vredesklasse
- Derde Klasse
- Vierde Klasse met het Rode Kruis insigne aan het lint van de Militaire Divisie
- Vierde Klasse met het Rode Kruis insigne aan het lint van de Vredesklasse
- Vierde Klasse

### Het Mannerheimkruis
- Mannerheimkruis der Eerste Klasse

Deze bijzondere klasse van het Vrijheidskruis, in het Fins het "Mannerheim-risti" genoemd, werd in 1941 na de "winteroorlog" ingesteld. De Eerste Klasse werd tweemaal verleend, aan maarschalk Mannerheim zelf en aan generaal Heinrichs.
Het Mannerheimkruis der Eerste Klasse wordt om de hals gedragen. Het kruis is zwart en vertoont een gouden swastika.
- Mannerheimkruis der Tweede Klasse met gekruiste batons

Vier van de 191 gedecoreerden met het Mannerheimkruis der Tweede Klasse ontvingen deze onderscheiding tweemaal. Zij kregen het kruis der Eerste Klasse echter niet maar droegen twee gekruiste maarschalksstaven op hun linkerborst boven hun als een "steckkreuz" opgespelde Mannerheimkruis der Tweede Klasse.
- Mannerheimkruis der Tweede Klasse

Het Mannerheimkruis der Tweede klasse werd tussen 1941 en 1945 191 maal toegekend.Het is een zeer hoog geachte onderscheiding voor leiderschap en dapperheid.

### De Vrijheidsmedaille
- In zilver met een strik aan het lint van de Militaire Divisie (Deze "Vapaudenmitali ruusukenauhassa" is de hoogste onderscheiding van Finland en zij werd slechts eenmaal verleend)

Alleen Maarschalk Mannerheim kreeg deze medaille ten teken dat hij alle bereikbare Finse onderscheidingen bezat.
- In zilver met strik aan het lint van de Vredesklasse
- In zilver aan het lint van de Militaire Divisie
- In zilver aan het lint van de Vredesklasse
- In Brons aan het lint van de Militaire Divisie
- In Brons aan het lint van de Vredesklasse

### De Medaille van Verdienste
- In Goud "voor bijzondere verdienste" aan het lint van de Militaire Divisie (slechts eenmaal verleend))
- In Goud "voor bijzondere verdienste" aan het lint van de Vredesklasse
- Eerste Klasse in Zilver aan het lint van de Militaire Divisie
- Eerste Klasse in Zilver aan het lint van de Vredesklasse
- Tweede Klasse in Brons aan het lint van de Militaire Divisie
- Tweede Klasse in Brons aan het lint van de Vredesklasse

### Drager van de Medaille van Verdienste
- Karl Brommann, Brons, 1 september 1941[1]

### De onderscheidingen voor nabestaanden van gevallenen
- Het Rouwkruis van de Orde van het Vrijheidskruis
- De Rouwmedaille van de Orde van het Vrijheidskruis

Deze rouwdecoraties, alleen vergelijkbaar met die van de ook aan de weduwen en familie van omgekomen Franse verzetsstrijders uitgereikte orde van de Franse Compagnons de la Libération werden aan de echtgenote, wanneer die er niet (meer) was, aan de oudste dochter en anders aan de moeder van een gesneuvelde soldaat verleend. In het geval van militairen was het een kruis maar ter herinnering aan de tijdens hun inzet voor de Finse oorlogsinspanning omgekomen burgers werd een medaille uitgereikt. De onderscheiding werd overigens niet verleend maar slechts uitgereikt. Mannen mogen deze voor vrouwen gereserveerde onderscheiding aan een zwart lint met strik niet dragen.

Finland heeft in de zogenaamde winteroorlog, de teruggeslagen Russische overval van 1940, vreselijk geleden en in dat jaar werden dan ook meer dan 25.000 kruizen en medailles uitgereikt. In de daaropvolgende Finse poging om samen met nazi-Duitsland Karelië te heroveren stierven opnieuw tienduizenden Finnen zodat het aantal rouwonderscheidingen boven de 100.000 uitkomt.

## De versierselen van Orde van het Vrijheidskruis
Het kruis van de Orde van het Vrijheidskruis is een wit, zwart of blauw kruis van Sint-Joris.
Aan het lint of op het kruis wordt een lauwerkrans, al dan niet met zwaarden, bevestigd. De ster is voor de verschillende graden van verschillende grootte.
Sommige graden hebben onder het lint een strik, andere niet.
Het lint van de orde is voor kruizen met de zwaarden (de Militaire Divisie) rood met twee witte strepen en voor andere kruizen geel met twee rode strepen. Het rode lint van het Mannerheimkruis heeft een witte bies. Het lint van de medailles varieert.
Op 18 augustus 1944 werd in een decreet vastgelegd dat de orde ook na de oorlog zou blijven voortbestaan. Op dit moment wordt de onderscheiding niet meer toegekend.

Het Vrijheidskruis op de Finse Presidentiële standaard.

Het wapen van de stad Mikkeli

Het wapen van de stad Vaasa

### Dragers van het Vrijheidskruis
- Carl Gustaf Emil Mannerheim, 30 april 1918 en 20 maart 1940
- Pehr Evind Svinhufvud, 30 april 1918
- Wilhelm II, 30 juni 1918
- Erik Heinrichs, 6 juli 1940
- Risto Ryti, 6 juli 1940
- Rudolf Walden, 6 juli 1940
- Vilho Nenonen, 6 maart 1943
- Jarl Lundqvist, 8 januari 1945
- Väinö Valve, 8 januari 1945
- Lennart Oesch, 2 februari 1945
- Aarne Sihvo, 30 mei 1953
- Kaarlo Heiskanen, 4 juni 1959
- Lauri Sutela, 6 december 1983
- Adolf Ehrnrooth, 6 december 1989
- Jaakko Valtanen, 4 juni 1994

Ook steden zoals Vaasa en Mikkeli, regimenten en eenheden kregen het Vrijheidskruis toegekend. Zij dragen het kruis in hun wapens en vaandels.